# Roberto Serra
Roberto Serra (Gignod, 4 settembre 1982) è un ex pattinatore di short track italiano.

## Biografia
Nel 2004, in squadra con Fabio Carta, Nicola Rodigari e Nicola Franceschina, ha vinto la medaglia di bronzo nella staffetta 5000 metri ai campionati mondiali di Göteborg, in Svezia.
Si è ritirato nel 2010.

## Palmarès

### Campionati mondiali di short track
- 1 medaglia:
  - 1 bronzo (staffetta a Göteborg 2004)

### Campionati europei di short track
- 4 medaglie:
  - 4 ori (staffetta a Zoetermeer 2004; staffetta a Ventspils 2008; staffetta a Torino 2009, staffetta dresda 2010)